# Кавечинский, Андрей
Андрей Кавечинский (пол. Jędrzej Kaweczyński; ? — 29 января 1667 года) — иезуит. Родился в шляхетской семье, которая осела в Новогрудском воеводстве. После окончания класса поэзии 10 августа 1634 году поступил послушником ордена иезуитов в Вильне. В 1636—1638 гг. он изучал риторику в Несвиже, а затем философии в Виленской академии (1638—1641), затем 5 лет преподавал в младших классах гимназий в Пултуске, Ломже, Орше и Полоцке. После двухлетнего теологического курса (моральной теологии), который ему преподавали в Жмуди (1646—1648), он вернулся к преподаванию в старших классах гимназии.
Во время Русско-польской войны (1654—1667) он был прокуратором имения Пинского коллегиума на Полесье, а в следующем году заместителем ректора коллегиума в Новогрудке.
Когда 8 сентября 1655 года московская рать захватила Новогрудок он был схвачен и вывезен в Сибирь, где пробыл 10 лет.
«Августа 16 по памяти из Розряда за приписью дьяка Григорья Богданова в Казанский дворец послан с Москвы в ссылку в Сибирь у Нарымский острог польские земли езувит Андрей Ковачинского, а государева жалованья поденного корму велено ему давать по 8 денег, и того над ним велено смотреть и беречь накрепко, чтоб он никуды не ушел, а к Москве ево и в ни в которые городы без указу великого государя отпускать не велено; а государева грамота об нем в Нарымский острог послана 12 сентября 168 [1660] года».
Андрей Ковячинский пробыл в Сибири 10 лет, а после возвращения в начале 1672 года (вероятно вместе с Адамом Каменским) написал воспоминания, которые сейчас хранятся в Ватикане. Умер 29 января 1667 году в Несвиже, куда Ковячинские герба «Остоя» прибыли из Польши (родовое имение Ковячин в свецком повете в Польше) и присоединились, как участники реформационного движения, к Несвижской типографии печатавшей книги на старобелорусском языке. Год и место смерти Андрея Кавечинского иногда приписывают Адаму Каменскому.